# Centaurea xanthocephalus
Centaurea xanthocephalus là một loài thực vật có hoa trong họ Cúc. Loài này được (Fisch. & C.A.Mey. ex Boiss.) Benth. & Hook.f. mô tả khoa học đầu tiên năm 1873.